# Zamfara
Zamfara – stan w północno-zachodniej części Nigerii.
Zamfara sąsiaduje ze stanami: Niger, Kaduna, Katsina, Sokoto i Kebbi oraz z Nigrem. Jego stolicą jest Gusau. Powstał w 1996 po odłączeniu od stanu Sokoto. 
Zamfara jest podzielona na 14 samorządowych obszarów lokalnych:
| - Anka - Bakura - Birnin Magaji/Kiyaw - Bukkuyum | - Bungudu - Chafe - Gummi - Gusau - Kaura Namoda | - Maradun - Maru - Shinkafi - Talata Mafara - Zurmi |